# ملانی شاتنر
ملانی آن گرِچ (نام اصلی شاتنر) (انگلیسی: Melanie Ann Gretsch؛ زادهٔ ۱ اوت ۱۹۶۴) یک هنرپیشه، و فیلم‌نامه‌نویس اهل ایالات متحده آمریکا است. از جمله آثار سینمایی که وی در آن به ایفای نقش پرداخته است می‌توان به فیلم پیشتازان فضا ۵: واپسین مانع محصول ۱۹۸۹ میلادی اشاره کرد. نقش عمدهٔ او در سری فیلم‌های subspecies به عنوان بکی مورگان (به انگلیسی: Becky Morgan)، خواهر میشل مورگان بوده است.